# Likér
Likér (szlovákul Likier) 1960 óta Nyustya városrésze, korábban önálló község Szlovákiában, a Besztercebányai kerület Rimaszombati járásában.

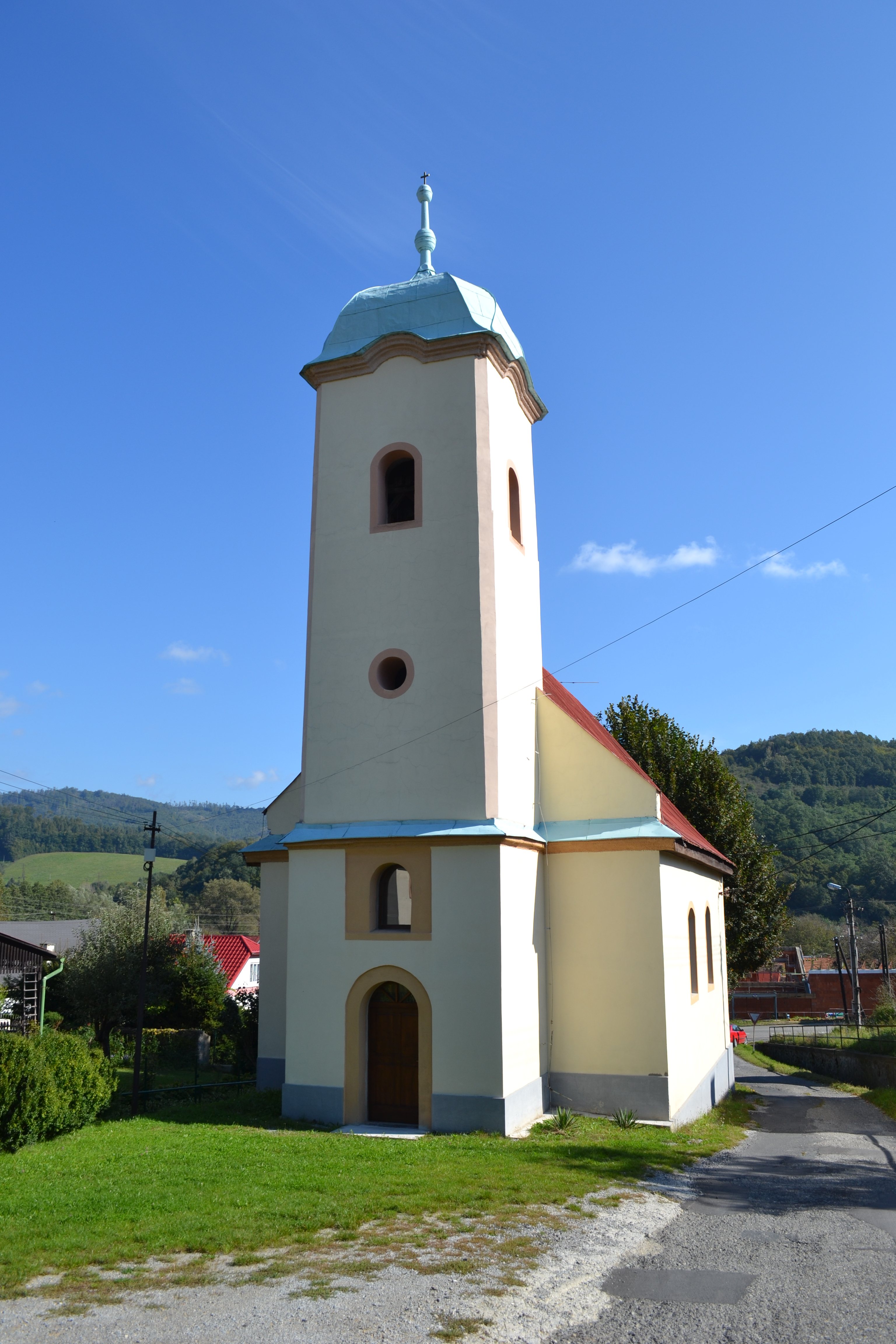
Az evangélikus templom

## Fekvése
Nyustya központjától 1 km-re délre, a Rima jobb partján fekszik.
Egyike Nyustya öt városrészének, 9,37 km²-es (1921-ben) területét azonban a Nyustyai kataszterhez csatolták.

## Története
1438-ban említik először, Ajnácskő várának tartozéka volt. Története során több nemesi család birtokolta. 1828-ban 25 házában 279 lakos élt.
A 18. század végén Vályi András így ír róla: „LIKÉR. Tót falu Kis Hont Várm. földes Urai Karants, Berényi, és több Uraságok, lakosai katolikusok, és evangelikusok, fekszik Nyustához közel, és Rima Brezóhoz is, mellynek filiája, legelője elég, fája van, piatzozása Rimaszombatban közel, határjában vas hamor van, melyben öntött nyers vas kovátsoltatik, földgye soványas."
Fényes Elek geográfiai szótárában eképpen ír a községről: „Likér, tót falu, Gömör és Kis-Honth egyesült vmegyében, Nusztya és Rima-Brezó közt: 15 kath., 264 evang. lak. Kövér rétek; 2 vashámor. Szép erdő. F. u. b. Lusinczky. Ut. p. Rimaszombat."
Borovszky monográfiasorozatának Gömör-Kishont vármegyét tárgyaló része szerint: „Likér, rimavölgyi kisközség, 90 házzal és 880, nagyobb részben tót ajkú, ág. ev. h. vallású lakossal. 1438-ban Likérfalva néven mint Ajnácskő vár tartozéka szerepel. A várbirtokok uraival változtak az idők folyamán e község földesurai is. A mult század elején a Kubinyi és a báró Luzsénszky család is birtokosa volt. Itt van a rimamurány-salgótarjáni vasmű-részvénytársaság kohóigazgatósága, vasolvasztója és hatalmas gyártelepe, mely egyike az ország legnevezetesebb gyárainak. Szapolyay és Ferdinánd idejében a község sokat szenvedett Basó Mátyástól, ki a községet több izben elpusztította. A községben levő ág. h. ev. templom 1785-ben épült. A község postája és távírója Nyustya, vasúti állomása Nyustya-Likér."
A trianoni diktátumig Gömör-Kishont vármegye Rimaszombati járásához tartozott.
1960-ban csatolták Nyustyához.

## Népessége
1910-ben 1004-en, többségében szlovákok lakták, jelentős magyar kisebbséggel.
1921-ben 879 lakosa volt, melyből 633 szlovák, 168 magyar nemzetiségű volt.

## Nevezetességei
- Evangélikus temploma.

## Külső hivatkozások
- Községinfó
- Likér Szlovákia térképén
- E-obce.sk Archiválva 2009. március 28-i dátummal a Wayback Machine-ben